# خرم‌آباد (تنکابن)
خرم‌آباد یکی از شهرهای استان مازندران در ایران است. این شهر مرکز بخش خرم‌آباد شهرستان تنکابن میباشد.

## تاریخچه
خرم‌آباد مرکز منطقه تنکابن و محال ثلاث در دوران قاجاریه بر این منطقه بوده‌است، که در دوران پهلوی شهر جدیدالتأسیس شهسوار مرکز تنکابن گردید که جهت ساخت آن، خاندان عطاری برای ساخت خانه برای مهاجران کمک کردند. در حقیقت افراد اولیه و ساکن شهسوار و یا تنکابن امروزی افراد مهاجر خصوصا از سمت گیلان و افراد دارای بنیه اقتصادی ضعیف بودند که به مانند مسکن مهر امروزی و با کمک خانواده عطاری برای آنها خانه ساخته شده بود، به همین دلیل تا همین اکنون بسیاری از زمین ها دارای عرصه و ایانی جدا بوده و شش دانگ نیستند. بعداز انقلاب به مرور عرصه ها واگذار شده است. خاندان های اصیل و ثروتمند جهت قشلاق در خرم آباد که مرکز خانات(خان نشین) و یا در بالادست به عنوان ییلاق نشین سکونت داشتند، که قابلیت باغداری و کشاورزی داشتند. بخش تنکابن امروزی و مسیر کنار دریا در حقیقت در ۶۰ سال گذشته به قبل جزء منطقه محروم و فقیر نشین از محال ثلاث بوده است(بر خلاف خرم آباد که آباد و مرکزیت داشته است)، به مرور و به جهت پیشرفت توریسم و گردشگری دریا، گسترش و پیشرفت یافت. قسمت نزدیک به دریا به دلیل باتلاق، شوری خاک و بیماری مالاریا قابل سکونت نبود، افراد بومی و اصیل حاضر به زندگی در آن نبودند و به جهت سیاست های حکومت وقت نیاز به سکونت در حاشیه مرکز اصلی که خرم آباد بود، نیاز داشتند،  و پس از انقلاب اسلامی شهسوار به نام قدیمی منطقه یعنی تنکابن تغییر یافت.

### محال ثلاث
زمانی که خان زند به قدرت رسید، هدایت‌الله خان فومنی حاکم گیلان در سال ۱۱۸۵ قمری به منظور توسعه قلمرو خود به غرب مازندران روی آورد و تنکابن را از غرب مازندران ضمیمه گیلان کرد و یکی از افراد قوی حصارلو را به حکمرانی تنکابن برگزید که بر ذائقه مردم تنکابن علی‌الخصوص طوایف مهم و مدعی خوش نیامد. برای چاره جویی، شکوه و شکایت از حاکم ظالم وقت، سه نفر از سران طوایف و بزرگان منطقه که یکی از آنان مهدی خلابر بوده‌است به شیراز رفته و به ملاقات با شاه زند نائل آمدند و نظر خان زند را از طایفه حصارلو برگرداندند و کریم خان زند حکم حکومت تنکابن را به نام مهدی خلابر صادر کرد و به وی لقب خان را اعطاء کرد. مهمترین ماجراجویی و فرصت خواهی خان خلابران همدستی وی با اقا محمد خان قاجار در ایام مبارزاتش علیه زندیه بود. با روی کار آمدن قاجار، خلابران تنکابن برای تحکیم پایه‌های حکومت قاجار از جان مایه گذاشتند و در سخت‌ترین لحظات در کنار این ایل قرار داشتند. مهدی خان خلابری (تنکابنی) در بسیاری از صحنه‌ها به فریاد آقا محمد خان و کسان او رسیده و از همین رو قدرت او رو به فزونی نهاد. در سال ۱۱۹۵، آقا محمد خان قاجار مهدی خان خلابر را همراه مرتضی‌قلی‌خان قاجار (برادر آقا محمدخان) برای فتح گیلان به گیلان فرستاد. پس از فتح گیلان مهدی خلابر از آقا محمد خان خواست تا با جدایی تنکابن از گیلان و الحاق آن به مازندران موافقت کند. با موافقت آقا محمد خان قاجار در این سال، ولایت تنکابن ضمیمه مازندران شد و نواحی کلاردشت و کجور به تنکابن الحاق شد و این‌گونه ولایت محال ثلاث / ثلاثه تشکیل شد. مهدی خان خلابر از اجداد پدری محمد ولی خان تنکابنی بوده‌است که عامل اصلی بازگردانده شدن تنکابن از گیلان به مازندران بوده‌است.

## جمعیت
خرم‌آباد مرکز بخش خرم‌آباد بشمار می‌آید و بر اساس سرشماری مرکز آمار ایران در سال ۱۳۹۵، جمعیت آن ۱۱٫۵۹۲ نفر (۳۹۰۲ خانوار) بوده‌است. مردم خرم‌آباد به زبان مازندرانی-گیلکی با گویش تنکابنی سخن می‌گویند.